# Tawa, el hombre gacela
Tawa, el hombre gacela es una serie de historietas creada por Joaquín Cervantes Bassoco entre 1959 y 1971, ambientada en la jungla fantástica de Av-Les.

## Trayectoria editorial
En 1959, Guillermo de la Parra, cofundador en 1955 de Editorial Argumentos, le pidió a Joaquín Cervantes Bassoco que continuase para ellos su exitosa Wama, el hijo de la Luna. Este les propuso, sin embargo, una nueva serie, Tawa, el hombre gacela, cuyo nombre es un homenaje a Tarzán (Ta) y al citado Wama (Wa).
600 números aparecieron entre el 28 de septiembre de 1959 y el 22 de marzo de 1971 con periodicidad semanal.